# Jeremiah W. Dwight

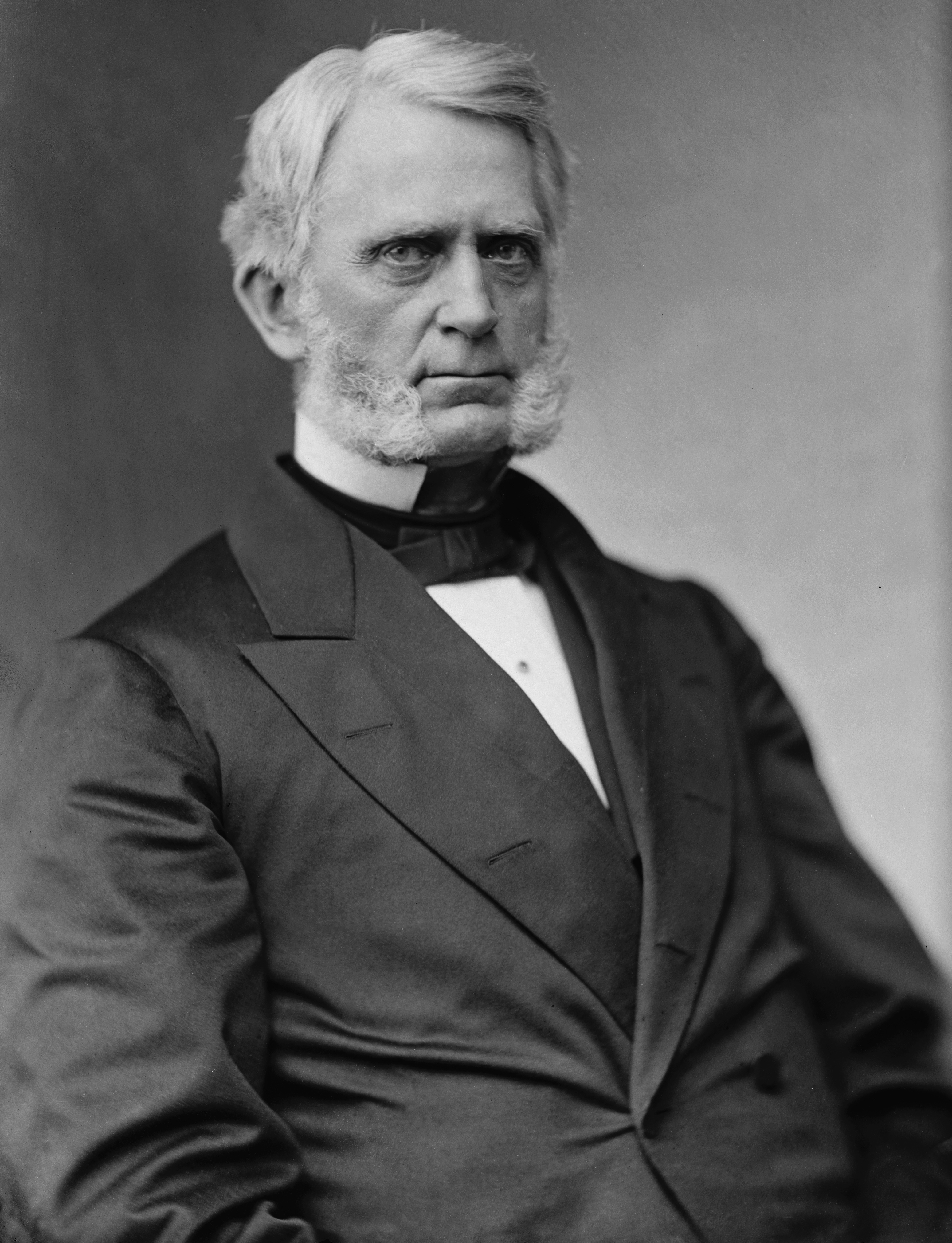
Jeremiah W. Dwight

Jeremiah Wilbur Dwight (* 17. April 1819 in Cincinnatus, New York; † 26. November 1885 in Dryden, New York) war ein US-amerikanischer Politiker. Zwischen 1877 und 1883 vertrat er den Bundesstaat New York im US-Repräsentantenhaus. Der Kongressabgeordnete John Wilbur Dwight war sein Sohn.

## Leben
Jeremiah Wilbur Dwight wurde ungefähr vier Jahre nach dem Ende des Britisch-Amerikanischen Krieges im Cortland County geboren. Die Familie zog 1830 nach Caroline und von dort 1836 nach Dryden im Tompkins County. Er besuchte Bezirksschulen und die Burhan’s School in Dryden. Dann ging er kaufmännischen Geschäften und landwirtschaftlichen Tätigkeiten nach, war aber auch im Immobiliengeschäft tätig sowie der Herstellung und Vertrieb von Bauholz. Er hat 1857 und 1858 den Vorsitz im Bezirksrat der Town von Dryden. Dann saß er 1860 und 1861 in der New York State Assembly. Nach dem Ausbrach des Bürgerkrieges 1861 berief ihn Gouverneur Edwin D. Morgan in das Senatorial District War Committee. Politisch gehörte er der Republikanischen Partei an. Dwight nahm 1868, 1872, 1876, 1880 und 1884 als Delegierter an den Republican National Conventions teil. Er war über viele Jahre als Direktor, Vorstandsmitglied und Vizepräsident bei der Southern Central Railroad tätig.
Bei den Kongresswahlen des Jahres 1876 für den 45. Kongress wurde Dwight im 28. Wahlbezirk von New York in das US-Repräsentantenhaus in Washington, D.C. gewählt, wo er am 4. März 1877 die Nachfolge von Thomas C. Platt antrat. Er wurde zweimal in Folge wiedergewählt. Da er auf eine erneute Kandidatur 1882 verzichtete, schied er nach dem 3. März 1883 aus dem Kongress aus. 
Nach seiner Kongresszeit nahm er seine früheren Geschäftsaktivitäten wieder auf. Er verstarb am 26. November 1885 in Dryden. Sein Leichnam wurde dann auf dem Green Hills Cemetery beigesetzt.